# Mười vạn câu chuyện cười lạnh (phim điện ảnh)
Mười vạn câu chuyện cười lạnh (tiếng Trung: 十万个冷笑话) là một bộ phim hoạt hình chuyển thể từ tác phẩm truyện tranh cùng tên của tác giả Hàn Vũ, được công chiếu vào ngày 31 tháng 12 năm 2014.

## Nội dung
Nhân vật chính sau khi đánh bại Ma vương Chim Không Thèm Ỉa (trong phần "Tận thế"), đã vô tình làm bộc phát năng lượng phun tào của bản thân khiến Trái Đất bị hủy diệt. Tại trạm trung chuyển Thiên đường - Địa ngục, nhân vật chính ngoài ý muốn rơi vào phòng điều khiển thời gian, dưới sự trợ giúp của Gà Thời Gian, nhân vật chính đã quay trở lại quá khứ để sửa chữa sai lầm, cứu lấy Trái Đất. Nhưng những chuyện ngoài ý muốn đã xảy ra, những nhân vật ở những chiều thời gian khác nhau bị đưa tới thời hiện đại, nhân vật chính đã gặp được Lý Tịnh, Na Tra, Công chúa Bạch Tuyết và Pinocchio. Vì xoay chuyển không-thời gian lại như cũ, mọi người đã cùng nhau hợp sức để bảo vệ Trái Đất.

## Nhân vật
| Lồng tiếng          | Nhân vật                     | Ghi chú |
| ------------------- | ---------------------------- | --- |
| Trương Kiệt         | không có tên                 | Nhân vật chính, là nhân vật trong phần "Tận thế", siêu năng lực là "phun tào"                                                             |
| Đồ Đặc Cáp Mông     | Đại vương Chim Không Thèm Ỉa | Nhân vật phản diện, là nhân vật trong phần "Tận thế", siêu năng lực là "Năng lượng ngu ngốc"                                              |
| Lư Hằng Vũ          | Gà Thời Gian                 | Trợ lý của người quản lý thời không Phúc Lộc Tiểu Kim Cang                                                                                |
| Bảo Mộc Trung Dương | Lý Tịnh                      | Nam phụ, là nhân vật trong phần "Na Tra", siêu năng lực là tay không tiếp đao, câu cửa miệng là: Na Tra, con lại chọc phải tai họa gì rồi |
| Sơn Tân             | Na Tra                       | Nam phụ, là nhân vật trong "Na Tra thiên", siêu năng lực là bán manh                                                                      |
| Hoàng Trinh Quý     | Pinocchino                   | Nam phụ, là nhân vật trong phần "Công chúa Bạch Tuyết"                                                                                    |
| Chu Tước Chanh      | Công chúa Bạch Tuyết         | Nữ phụ, là nhân vật trong phần "Công chúa Bạch Tuyết"                                                                                     |
| Tứ Đao Huy Chương   | Hoàng hậu độc ác             | |
| Tường Chi Quỹ Tích  | Thái Ất chân nhân            | |
| Hoàng Trinh Quý     | Phúc Lộc Tiểu Kim Cang       | |
| Sơn Tân             | Xà Tinh                      | |
| Đằng Tân            | Tiểu Hỗn Hỗn                 | |
| Tiếu Đàm            | Ngưu Ma Vương                | |
| Cáp Thụy            | Điểu Duy Tư                  | |
| Trình Nguyện        | Tiểu Nữ Hài                  | |

## Âm nhạc
| STT | Nhan đề                                     | Phổ lời    | Phổ nhạc | Trình bày  | Thời lượng |
| --- | ------------------------------------------- | ---------- | -------- | ---------- | ---------- |
| 1.  | "Tân tự quải đông nam chi" (Ca khúc chủ đề) | Lư Hằng Vũ | Cao Minh | Lư Hằng Vũ |            |

## Doanh thu
Tại Trung Quốc đại lục, trong 5 ngày đầu công chiếu bộ phim thu về được 85 triệu nhân dân tệ, xếp thứ ba trên bảng xếp hạng. Tuần thứ 2 thu được 25 triệu nhân dân tệ, xếp thứ năm trên bảng xếp hạng. Theo số liệu từ phòng bán vé Mắt Mèo, bộ phim có tổng doanh thu là 119,9 triệu nhân dân tệ.